# Villa di Fontepetrini
La villa di Fontepetrini è un edificio situato nel territorio del comune di Rignano sull'Arno, non lontano dalle frazioni di Troghi e Cellai. 

## Storia
La prima menzione del luogo si ha in un documento del 1073 nel quale si legge la donazione del luogo da parte della franca Kisla al Monastero di San Pier Maggiore a Firenze, che terrà il bene in qualità di piccolo convento per secoli.
Nel XIV secolo, il bene divenne proprietà della famiglia fiorentina dei Villani, che più tardi, già nel Quattrocento, trasformarono la struttura religiosa in una casa da signore, con cortile e torre. 
Alla fine del XVI secolo, la proprietà passò ai Pitti, e poi ai Geppi ed infine, dal 1690, ai Cantoni da Diacceto che ne allargarono le proprietà senza che la costruzione subisse importanti trasformazioni. La proprietà attuale, in possesso della villa, ha provveduto ai restauri necessari al fine di preservare la costruzione e metterne in luce le varie fasi costruttive.

## Descrizione
Fontepetrini conserva ancora diverse parti e diversi elementi pertinenti al periodo in cui era proprietà dei Villani, tra Trecento e Quattrocento, in uno stile architettonico che coniuga elementi trecenteschi tipicamente fiorentini, con altri che mostrano embrionali caratteri rinascimentali. La villa, introdotta da un vialetto delimitato da siepi di bosso e da cipressi, è un edificio a pianta rettangolare che mostra una torre su un lato coronata da archi e beccatelli, tutti caratteri medievali non troppo alterati dai restauri operati con qualche integrazione neo-medievale nell'Ottocento.